# Scary Movie 3
Scary Movie 3 je pokračování dvou amerických komedií. Tentokrát paroduje například filmy Znamení, Kruh, Air Force One, 8 Mile, Matrix, Texaský masakr motorovou pilou, Pán prstenů a další.

## Děj
Film začíná, když si dvě kamarádky Katie (Jenny McCarthy) a Becca (Pamela Anderson) povídají a Katie říká, že viděla videokazetu, po jejímž zhlédnutí lidé za sedm dní zemřou. Becca pak nalezne Katie mrtvou a ujišťuje se, jestli je opravdu mrtvá i poté, co jí upadne hlava. Nakonec z televizoru vyleze dívka z videokazety a zabije i Beccu.
Na farmě nedaleko Washingtonu probudí Toma Logana (Charlie Sheen) jekot Sue Loganové – jeho dcery. Venku se potká se svým bratrem Georgem (Simon Rex), který mu řekne, že se psi chovají divně (hrají si na Caesara, kouří vodní dýmku a řídí traktor). Pak oba muži objeví velké kruhy v obilí. Při pohledu seshora je tam napsáno "ATTACK HERE" ("ZDE ZAÚTOČIT").
Ve Washingtonu jde Cindy Campbellová (Anna Faris) vyzvednout svého synovce Codyho do školy, kde dělá učitelku její kamarádka Brenda Meeksová (Regina Hall). Seznámí se tam s Georgem Loganem, který jde vyzvednout svou neteř, a pozve ji na rapové klání, kterého se bude účastnit. Na tomto klání dělá porotce i Simon Cowell, který hraje sám sebe, a je zastřelen za svá hodnocení. Cindy pak jde k Brendě domů a ta jí říká, že nedávno viděla vraždící videokazetu. Brenda si z ní dělá srandu že ji krvácí z nosu atd. Opakuje to pak ještě několikrát, nakonec se na televizní obrazovce objeví kruh začne z televize téct voda je na ní studna opravdu vyjde dívka z videokazety záhy vkročí do místnosti a Brendu zabije, ta volá Cindy o pomoc do kuchyně, ale ta už jí nevěří, že umírá. Cindy se diví že je všude voda a za gaučem leží Brenda mrtvá.
Na Brendině pohřbu získá Cindy videokazetu, doma ji zhlédne a potom i její synovec si jí pustí, musí tuto záhadu vyřešit. Cindy s ní jde k vědmě, které se říká tetě Shaneequa (Queen Latifah), která na pásce odhalí schovaný maják a pak bojuje s dívkou z kazety. Cindy maják najde, kde se setká s architektem, který jí vylíčí skutečný příběh dívky z pásky a jak se kazeta dostala na svět. Mezitím se v Bílém domě prezident Harris (Leslie Nielsen) obává invaze mimozemšťanů. Kvůli tomu spolu se svým agentem začnou hledat Cindy, která o tom předtím varovala ve zprávách.
Doma Cindy zjistí, že televizní stanice, ve které pracuje bude vraždící film pouštět na obrazovce, a tak ho uvidí mnoho lidí, kteří se tak dostanou do nebezpečí. Cindy se tak vydá na Loganovu farmu, o které si myslí, že se tam objeví mimozemšťané. Na farmě se všichni schovali do sklepa, pak jdou ale muži znovu ven bojovat s mimozemšťany. Nakonec ale, spolu s prezidentem Harrisem, zjistí, že mimozemšťané nejdou Zemi napadnout, ale chtějí zničit dívku z videokazety, protože také viděli její video.
Ve sklepě Cindy pozná záběr z filmu a náhle se dívka objeví za ní. George jde za Cindy do sklepa a najde Cindy a dívku, jak spolu bojují. Dívka se pak na chvíli uklidní, ale pak se chystá znovu k útoku. Vtom ale přijde prezident Harris, dveřmi ji shodí do studny, kterou pak Cindy s Georgem zavřou. Nakonec se Cindy a George vezmou. Když ze svatby odjíždějí, zapomenou s sebou vzít Cindyina synovce, vrací se pro něj, zastaví těsně před ním, ale srazí ho jiné auto, on vyletí do vzduchu a začínají titulky.